# انقلاب روسیه
انقلاب ۱۹۱۷ روسیه، جنبشی اعتراضی و ضد امپراتوری روسیه بود که در سال ۱۹۱۷ رخ داد و به سرنگونی حکومت تزارها و برپایی اتحاد جماهیر شوروی انجامید.
مبانی انقلاب بر پایه صلح-نان-زمین استوار بود.
این انقلاب در دو مرحله صورت گرفت:
- نخست، انقلاب فوریه ۱۹۱۷ رخ داد. در این انقلاب پس از یک‌سری اعتصابات، تظاهرات و درگیری‌ها، نیکولای دوم، آخرین تزار روسیه از سلطنت خلع شد و یک دولت موقت به قدرت رسید. دولت موقت زیر نظر گئورگی لووف و الکساندر کرنسکی تشکیل شد. اکثر اعضای دولت موقت، از شاخه منشویک حزب سوسیال دموکرات کارگری روسیه بودند.[نیازمند منبع]
- دومین مرحله، انقلاب اکتبر ۱۹۱۷ بود. انقلاب اکتبر، تحت نظارت حزب بلشویک (شاخه رادیکال از حزب سوسیال دموکرات کارگری روسیه) و به رهبری ولادیمیر لنین به پیش رفت و طی یک یورش نظامی همه‌جانبه به کاخ زمستانی سن پترزبورگ و سایر اماکن مهم، قدرت را از دولت موقت گرفت. در این انقلاب افراد بسیار کمی کشته شدند.[نیازمند منبع]

در طول این انقلاب در شهرهای اصلی روسیه همانند مسکو و سن پترزبورگ رویدادهای تاریخی برجسته‌ای رخ داد. انقلاب در مناطق روستایی و رعیتی نیز پا به پای مناطق شهری در حال پیشروی بود و دهقانان، زمین‌ها را تصرف کرده و در حال بازتوزیع آن در میان خود بودند.

## ورود روسیه به جنگ جهانی اول
از زمان شکست روسیه در جنگ ۱۹۰۵ با ژاپن، اوضاع بد اقتصادی، گرسنگی، عقب‌ماندگی و سرمایه‌داری و نارضایتی‌های گوناگون در بین مردم، سربازان، کارگران، کشاورزان و نخبگان روسیه به‌وجود آمده بود. سرکوب‌های تزار و ایجاد مجلس دوما نظام مشروطه حاصل آن دوران است. حزب سوسیال دموکرات، اصلی‌ترین معترض به سیاست‌های نیکلای دوم بود که به‌طور گسترده بین دهقانان کشاورزان و کارگران کارخانجات صنعتی علیه سیاست‌های سیستم تزار فعالیت داشت.
در اوت ۱۹۱۴ میلادی، امپراتوری روسیه به دستور تزار وقت و به منظور حمایت از اسلاوهای صربستان وارد جنگ جهانی اول در برابر امپراتوری آلمان و امپراتوری اتریش-مجارستان شد. نخست فقط بلشویک‌ها مخالف ورود روسیه به این جنگ بودند و می‌گفتند که این جنگ، سبب بدتر شدن اوضاع نابسامان اقتصادی و اجتماعی روسیه خواهد شد.
در سال ۱۹۱۴ میلادی، یعنی در آغاز جنگ جهانی اول، روسیه بزرگ‌ترین ارتش جهان را داشت، حدود ۱۲ میلیون سرباز و ۶ میلیون سرباز ذخیره؛ ولی در پایان سال ۱۹۱۶ میلادی، پنج میلیون نفر از سربازان روسیه کشته، زخمی یا اسیر شده بودند. حدود دو میلیون سرباز نیز محل خدمت خود را ترک کرده و غالباً با اسلحه به شهر و دیار خود بازگشته بودند. در میان ۱۰ یا ۱۱ میلیون سربازِ باقی‌مانده نیز، اعتبار تزار و سلسله مراتب ارتش و اتوریته افسران بالا دست از بین رفته بود. عوامل نابسامان داخلی اعم از اجتماعی کشاورزی و فرماندهی نظامی در شکست‌های روسیه بسیار مؤثر بود.

## سرنگونی حکومت نیکلای دوم و روی کارآمدن حکومت موقت
شکست‌های روسیه در جنگ جهانی اول، حامیان نیکلای دوم در روسیه را به حداقل خود رساند. در اوایل فوریه ۱۹۱۷ میلادی اکثر کارگران صنعتی در پتروگراد و مسکو دست به اعتصاب زدند. سپس شورش به پادگان‌ها و سربازان رسید. اعتراضات دهقانان نیز گسترش یافت. سوسیال دموکرات‌ها هدایت اعتراضات را در دست گرفتند.
در ۱۱ مارس ۱۹۱۷ میلادی، تزار وقت روسیه، نیکلای دوم، فرمان انحلال مجلس روسیه را صادر کرد، اما اکثر نمایندگان مجلس متفرق نشدند و با تصمیمات نیکلای دوم مخالفت کردند.
در ۱۵ مارس ۱۹۱۷ میلادی، نیکلای دوم سعی کرد برادرش گراند دوک میخائیل را به عنوان جانشین خود بگمارد ولی میخائیل پیشنهادش را نپذیرفت و اعلام کرد که پذیرش تاج و تخت توسط او منوط به رأی موافق مردم است.
سرانجام در پی تظاهرات گسترده کارگران و سپس نافرمانی سربازان در سرکوب تظاهرکنندگان در پتروگراد، نیکلای دوم از مقام خود استعفا داد. بدین ترتیب حکم‌رانی دودمان رومانوف‌ها بر روسیه پس از حدود سیصد سال پایان یافت.
مجلس دومای روسیه، در ۱۵ مارس ۱۹۱۷ میلادی، یک حکومت موقت را به رهبری گئورگی لووف و وزارت الکساندر کرنسکی سوسیال دموکرات مسئول اداره امور کشور ساخت. هم‌زمان با به قدرت رسیدن حکومت موقت، تزار نیکلای دوم و اعضای خانواده‌اش به سیبری انتقال یافتند.

## دوران حکومت موقت
حکومت موقت سوسیال دموکرات‌ها عملاً کاری در کاهش نارضایتی‌های عمومی انجام نداد. دولتمردان امپراتوری آلمان نیز با هدف کارشکنی و خرابکاری در امپراتوری روسیه، از سوسیال دموکرات‌های تندروی بلشویک حمایت کردند و لنین را با قطار از سوئیس به سوئد و از آنجا به پتروگراد رساندند. لئون تروتسکی نیز از آمریکا وارد پتروگراد شد، او گرچه بلشویک نیست اما با لنین هم آواز شد که حکومت موقت هم، یک حکومت بورژوایی است. استالین قبلاً در داخل روسیه در تدارک قیام فعال بود؛ بلشویک‌ها با شعارهای «به جنگ خاتمه دهید»، «تمام زمین‌ها برای دهقان‌ها» و «تمام قدرت در دست شوراها» به میان مردم آمدند. نخستین کنگره شوراها با حضور نمایندگان سربازها، کارگران و دهقان‌ها برگزار شد. در شورای پتروگراد، منشویک‌ها و سوسیالیست‌ها در اکثریت بودند. از میان بیش از ۶۰۰ نماینده، ابتدا فقط ۱۰۵ نفر از آن‌ها بلشویک بودند اما کم‌کم به تعداد بلشویک‌ها افزوده شد. به تدریج بلشویک‌ها به صورت رقیبی برای حکومت موقت درآمدند.
حکومت موقت همچنان در پی ادامه جنگ جهانی اول بود. از سوی دیگر شکست‌های متوالی باعث فرار سربازان از جبهه و بیشتر شدن نارضایتی‌ها شد. اوضاع وخیم‌تر شد و درگیری‌های داخلی به اوج رسید، قیام بلشویک‌ها نیز شعله‌ور تر شد. گئورگی لووف در تاریخ ۲۱ ژوئیه استعفا داد و الکساندر کرنسکی را جانشین خود خواند. آشفتگی‌ها و نارضایتی‌های عمومی در ژوئیه ۱۹۱۷ به اوج خود رسید. این آشفتگی‌ها و نارضایتی‌ها باعث شد که بلشویک‌ها برای تسریع مقاصدشان به دنبال قیام باشند. اما حکومت موقت لووف-کرنسکی، اقدام به مقابله کرد و لنین مجبور شد به مرزهای فنلاند فرار کند. حکومت موقت همچنین تندروهای بلشویک را به اتهام جاسوسی برای امپراتوری آلمان مقصر شناخت و دستگیر و زندانی کرد.
همزمان محافظه‌کاران و طرفداران نیکلای دوم، پشت ژنرال کورنیلوف جمع شدند تا با حکومت موقت مبارزه کنند. کرنسکی برای دفاع از حکومت خود، بلشویک‌های تندرو را که حالا از زندان آزاد شده‌اند به یاری فرا خواند. ارتش کورنیلوف شکست خورد. حالا بلشویک‌ها هم در شورای پتروگراد و هم در شورای مسکو اکثریت دارند. دهقانان قیام می‌کنند و زمین‌ها را از دست اشراف درمی‌آورند.

## سقوط حکومت موقت و روی کار آمدن بلشویک‌ها
بلشویک‌ها با مدیریت تروتسکی در شورای پتروگراد، ملوانان کرونشتات و سربازان ناراضی را سازماندهی و منظم کردند. لنین به پتروگراد رفت و از اقدامات تروتسکی در سازماندهی قیام حمایت کرد.
در (اکتبر) نوامبر ۱۹۱۷ کمیته انقلابی شورای پتروگراد به رهبری تروتسکی، شبانه پل‌ها، راه‌آهن، خطوط تلفن و ساختمان‌های دولتی را تصرف کردند و با یک یورش نظامی، کاخ زمستانی تزار را در شب هفتم نوامبر ۱۹۱۷ به اشغال خود درآوردند. الکساندر کرنسکی گریخت ولی اکثر اعضای حکومت موقت دستگیر شدند. بدین ترتیب بعد از نه ماه حکومت موقت سوسیال دموکرات ناشی از انقلاب فوریه سرنگون شد.

## تشکیل شورای کمیسرهای خلق
بر اثر انقلاب اکتبر، بلشویک‌ها شورای کمیسرهای خلق را به‌وجود آوردند. لنین رهبر شورا، تروتسکی کمیسر امور خارجه و استالین کمیسر داخلی شد. مسکو به تصرف بلشویک‌ها درآمد و پایتخت از سن پطرزبورگ به مسکو منتقل شد. سپس دومین کنگره شوراها برگزار شد.
بلشویک‌ها بلافاصله صلح را پذیرفتند و پیمان برست-لیتوفسک را در مارس ۱۹۱۸ با امپراتوری آلمان امضا کردند. این پیمان بسیار به ضرر روسیه بود و اراضی زیادی از کنترل روسیه خارج شد.
از سوی دیگر، مالکیت خصوصی لغو شد و تمام امور به شوراهای روستایی واگذار شد. تمام زمین‌های مالکان نیز میان دهقانان تقسیم شد. در ۱۹۱۸ میلادی، بلشویک‌ها رسماً نام خود را به حزب کمونیست اتحاد شوروی تغییر دادند.

## جنگ داخلی

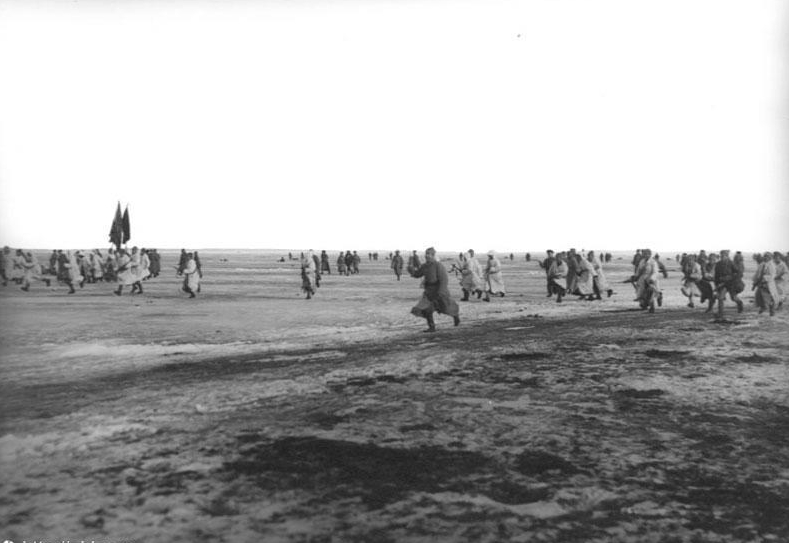
سرکوب شورش کرونشتات. حمله سربازان ارتش سرخ به قلعه جزیره کرونشتات بر روی یخ های خلیج فنلاند

از نوامبر ۱۹۱۷ تا اکتبر ۱۹۲۲ میلادی، سرزمین روسیه درگیر یک جنگ داخلی شد. ارتش سرخ به رهبری تروتسکی با ارتش سفید می‌جنگید. نظامیان و سلطنت‌طلبان تزاری با حمایت بریتانیا و فرانسه، گروهی موسوم به ارتش سفید را سازماندهی کرده بودند. ارتش سفید در چهارگوشه روسیه به مخالفت برمی‌خاست؛ تزار و خانواده اش که در یکاترینبورگ حصر خانگی هستند توسط بلشویک‌ها تیرباران و کشته می‌شوند. سرانجام شورش‌های ارتش سفید به تدریج تا سال ۱۹۲۲ میلادی سرکوب شد و نهایتاً با تسلط ارتش سرخ بر شهر ساحلی شرقی ولادی‌وستوک در اکتبر ۱۹۲۲ میلادی، نیروهای ارتش سرخ عملاً بر اکثر نقاط روسیه مسلط شدند؛ شوروی تأسیس می‌شود.